# الدوري اللبناني الممتاز 1999–00
الدوري اللبناني الممتاز 1999–00 هو الموسم 40 من الدوري اللبناني الممتاز. كان عدد الأندية المشاركة فيه 12، وفاز فيه نادي النجمة اللبناني.